# 芝夏美
芝 夏美（しば なつみ、1954年8月9日 - ）は、日本の女性声優。東京都出身。

## 人物
以前は同人舎プロダクション、オフィス薫に所属していた。
趣味は読書。

## 出演作品

### テレビアニメ
1969年
- サザエさん

1975年
- 草原の少女ローラ（マリア[3]）

1976年
- ほかほか家族

1979年
- 未来ロボ ダルタニアス（子供B）

1980年
- ベルサイユのばら

1982年
- 科学救助隊テクノボイジャー（女）

1983年
- 魔法のプリンセス ミンキーモモ（ヘレン、夫人B、夏の精）

1990年
- それいけ!アンパンマン（バーくん）

### 吹き替え
- アメリカン・グラフィティ ※TBS版
- アメリカン・ヒーロー
- 風と共に去りぬ（スエレン・オハラ〈機内版〉）
- ローズマリーの赤ちゃん
- 新・猿の惑星
- 評決（ケイトリン・コステロ）
- ババール（セレステ王妃）